# SC-02D
ドコモ タブレット GALAXY Tab 7.0 Plus SC-02D（ドコモ タブレット ギャラクシー タブ ナナテンゼロ プラス エスシー ゼロニ ディー）は、韓国のサムスン電子によって開発されたGalaxy Tabの世界モデル「GALAXY Tab 7.0 Plus」をベースにした日本向けモデルであり、NTTドコモの第3世代移動通信システム（FOMA）に対応した端末であり、2011年12月に発売された。製品番号はSGH-N024。2010年に発売されたGALAXY Tab SC-01Cの後継機であり、スマートフォンとタブレットPCの中間的な存在と見なされもしたが、ドコモ タブレットに分類された。

## 概要
当時の一般的なスマートフォンと比べれば画面サイズは7インチと大きいが、スマートフォンとタブレット型PCの中間的な画面サイズで、このサイズでノートパソコンと同レベルのブラウザでのWeb閲覧や電子書籍の閲覧が可能となっている。
またWordやExcel、PowerPointの編集も可能となり、すぐに起動するモバイルPCといったコンセプトとなっていた。
SC-01Cと同様に、4000mAhの大容量バッテリーを搭載しているため、右の一覧のとおり待受時間、通話時間が長い（SC-01Cと比べ待受時間は減少／通話時間は増加した）。バッテリーは端末本体に内蔵されており、取り替えるためにはドコモショップに持ち込む必要があり12,600円かかる。
ディスプレーのタッチパネルには静電容量式を採用し、マルチタッチでの操作が可能となっている。
通信機能としては、NTTドコモのFOMAハイスピード網にて、HSDPA 14Mbps、HSUPA 5.7Mbpsに対応と、高速な通信に対応している。デフォルトのAndroid OS 3.2を含むAndroid OS 3系統はタブレット用OSのため音声通話機能を持たないが、サムスン独自の実装により音声通話も可能（ただしSC-01C同様スピーカーホンでの通話かヘッドセットが必要）。
Wi-Fiでの通信においては、IEEE802.11a/b/gのほかIEEE802.11nにも対応するため、最大300Mbpsの通信が可能。GSM、GPRSの通信に対応しており、208カ国以上のWORLD WING対応国にて国際ローミングが利用可能である。

## SC-01Cからの変更点
- 高さ・幅ともに微増したが、厚さは12.1mmから10mm、重さは382gから345gとなり、より持ち運びしやすくなった。
- CPUが1GHzシングルコアから1.2GHzデュアルコアへ、RAM容量も512MBから1GBになり処理能力が向上した。

## ブラウザとメール
ブラウザではFlash Player10.3が利用可能で、YouTubeやニコニコ動画といった動画サイトの閲覧をブラウザだけで表示が可能であるだけでなくFlashゲームなども利用することが可能となる。
- spモードに対応し、iモードメールと同様@docomo.ne.jpのメールアドレスがそのまま利用可能となっている。iモードメール同様、絵文字、デコメール、デコメ絵文字も利用可能となっている。また、メールはリアルタイムプッシュで着信する。
- Android OS 3.2の特徴であるGmailの複数アカウントの同時利用が可能となる。また、Gmailはリアルタイムでプッシュ着信をする。
- 通常のメールアプリでは、複数のPOP、IMAPメールが利用可能であり、moperaメールはプッシュで着信する。

## 利用可能なアプリケーションマーケット
- Android OS標準のAndroidマーケットが利用可能となっており20万を超えるアプリケーションが利用可能となっている。
- サムスン電子が提供するアプリケーションサイトである、SAMSUNG Apps及びNTTドコモが提供するアプリケーションサイト、dマーケットから様々なアプリケーションがダウンロードが可能となっている。

## プリインストールアプリケーション
| - ダウンロード - Gmail - Google検索 - Latitude - Google maps - マーケット - ナビ - プレイス - トーク - 音声検索 - YouTube - ブラウザ - カレンダー - アラーム - 電話帳 - Email - ギャラリー - SMS - タスクマネージャー - Smart Remote - カメラ | - AllShare - 電卓 - メモ - 音楽プレーヤー - マイファイル - ペンメモ - フォトエディター - Polaris Office - Pulse - Samsung Apps - 設定 - 動画 - 電話 - Backup - 辞典 - Game Hub - Social Hub - 世界時計 - エリアメール - 筆まめ |

### パソコンとの同期
Samsung Kies（サムスンキーズ）といわれるPC連携ソフトをパソコンにインストールすることで、連絡先、カレンダーの編集、保存、Outlookとの同期、さらに、メールやメモ、画像、動画、音楽などの管理、編集が可能となる。
また次項のとおり、OSのバージョンアップを行う際などにも利用することとなる。

## Android OS 4.0（Ice Cream Sandwich）へのアップデート
2011年12月20日にサムスンよりギャラクシーシリーズのグローバル端末のAndroid 4.0へのアップデート計画が発表された。その後、2012年3月26日に、ドコモ向けモデルについてもバージョンアップが正式発表になった。

2013年2月4日には、NTTドコモよりバージョンアップ開始が発表され、Android 4.0.4へのバージョンアップが可能となった。バージョンアップによる変更点は次の通り。
- Android 4.0の新機能フェイスアンロックに対応した。

- Mini Appsに新たにEメール、Sプランナー、アラームの3つのアプリが追加され、さらにミニアプリ一覧の変更と削除が可能になった。

- アプリやショートカットをロングタップした後にドラッグアンドドロップすることで、フォルダを作成可能になった。

- 最近使ったアプリ一覧画面でアプリを左右にフリックするとその履歴を削除可能になった。
- PlayブックスアプリとSプランナーアプリを追加。

## 主な対応サービス
| 主な対応サービス                | 主な対応サービス                               | 主な対応サービス                                        | 主な対応サービス                | 主な対応サービス                       |
| ------------------------------- | ---------------------------------------------- | ------------------------------------------------------- | ------------------------------- | -------------------------------------- |
| ワンセグ                        | DCMX／おサイフケータイ                         | デコメール／デコメ絵文字／デコメアニメ／デコメ絵文字pop | 声の宅急便                      | デジタルオーディオプレーヤー(WMA)(MP3) |
| GPS／海外GPS対応／オートGPS対応 | iチャネル                                      | iコンシェル／マチキャラ／docomo Palette UI              | GSM／3Gローミング（WORLD WING） | おくだけ充電                           |
| FOMAハイスピード                | ケータイデータお預かりサービス／ケータイお探し | 緊急速報「エリアメール」                                | ドコモあんしんスキャン          | ケータイデータお預かりサービス         |

## 歴史
- 2011年12月7日 - 本製品の発売を正式発表／予約受付開始
- 2011年12月10日 - 発売開始

- 2013年2月4日 - Android 4.0.4へのバージョンアップ開始

## アップデート
- 2012年5月17日 - 以下の不具合改修がソフトウェア更新で実施された。

- - メール作成時に、入力した絵文字がモノクロで表示される場合がある。
  - spモード電話帳バックアップ機能への対応。

- - Google+、Playムービー、メッセンジャーアプリの追加。
- 2012年7月3日 - 以下の不具合改修がソフトウェア更新で実施された。
  - Wi-Fi使用時に端末が再起動する場合がある。

- 2013年2月4日 - Android 4.0.4へのアップデートを開始。[3]このアップデートの適用で以下の不具合も修正される。
  - Eメールアプリにてメール受信時に、まれにエラーが表示され、正常なメール受信を行えない場合がある。